# Klara Schlegel
Klara Schlegel (* 7. Mai 2001 in Eggenburg, Österreich) ist eine österreichische Handballspielerin, die dem Kader des deutschen Bundesligisten TuS Metzingen angehört.

## Karriere

### Im Verein
Schlegel begann das Handballspielen im Jahr 2005 in ihrem Geburtsort beim UHC Eggenburg. Später rückte die Rückraumspielerin in den Kader der Damenmannschaft auf. In der Spielzeit 2017/18 warf die Linkshänderin 74 Tore in der Women Handball Austria und wurde zur Newcomerin des Jahres gewählt. Im Jahr 2019 wechselte Schlegel zum deutschen Bundesligisten Thüringer HC und erhielt zusätzlich ein Zweitspielrecht für den Zweitligisten BSV Sachsen Zwickau. In der Saison 2019/20 erzielte sie 47 Treffer für Zwickau. In der darauffolgenden Saison wechselte das Zweitspielrecht zum Zweitligisten SG 09 Kirchhof. Am 10. Oktober 2020 erzielte sie in der EHF European League einen Treffer für den Thüringer HC gegen die österreichische Mannschaft WAT Atzgersdorf. Im Sommer 2021 wechselte sie zu Frisch Auf Göppingen. In der Saison 2024/25 lief sie für den ungarischen Erstligisten Békéscsabai Előre NKSE auf. Daraufhin unterschrieb sie einen Vertrag beim deutschen Bundesligisten TuS Metzingen.

### In Auswahlmannschaften
Schlegel lief über 50-mal für die österreichische Jugend- und Juniorinnennationalmannschaft auf. Mit der österreichischen Auswahl nahm sie an der U-17-Europameisterschaft 2017, an der U-18-Weltmeisterschaft 2018 und an der U-19-Europameisterschaft 2019 teil. Mittlerweile gehört sie dem Kader der österreichischen Nationalmannschaft an.